# Суворова, Анна Сергеевна
Суворова Анна Сергеевна (10 февраля, 1938 года, Саратовский (Кугарчинский район), Кугарчинский район, Башкирская АССР) — советский, российский металлург. Заслуженный металлург Башкирской АССР (1986). Лауреат Государственной  премии СССР (1984). Кавалер орденов Октябрьской Революции (1977), Трудового Красного Знамени (1974).

## Биография
Анна Сергеевна Суворова родилась 10 февраля 1938 года в деревне Саратовский (башк.Һарытау) Кугарчинского района Башкирской АССР.
В 1954—1987 годах работала флотатором Башкирского медно-серного комбината, ветеран труда.

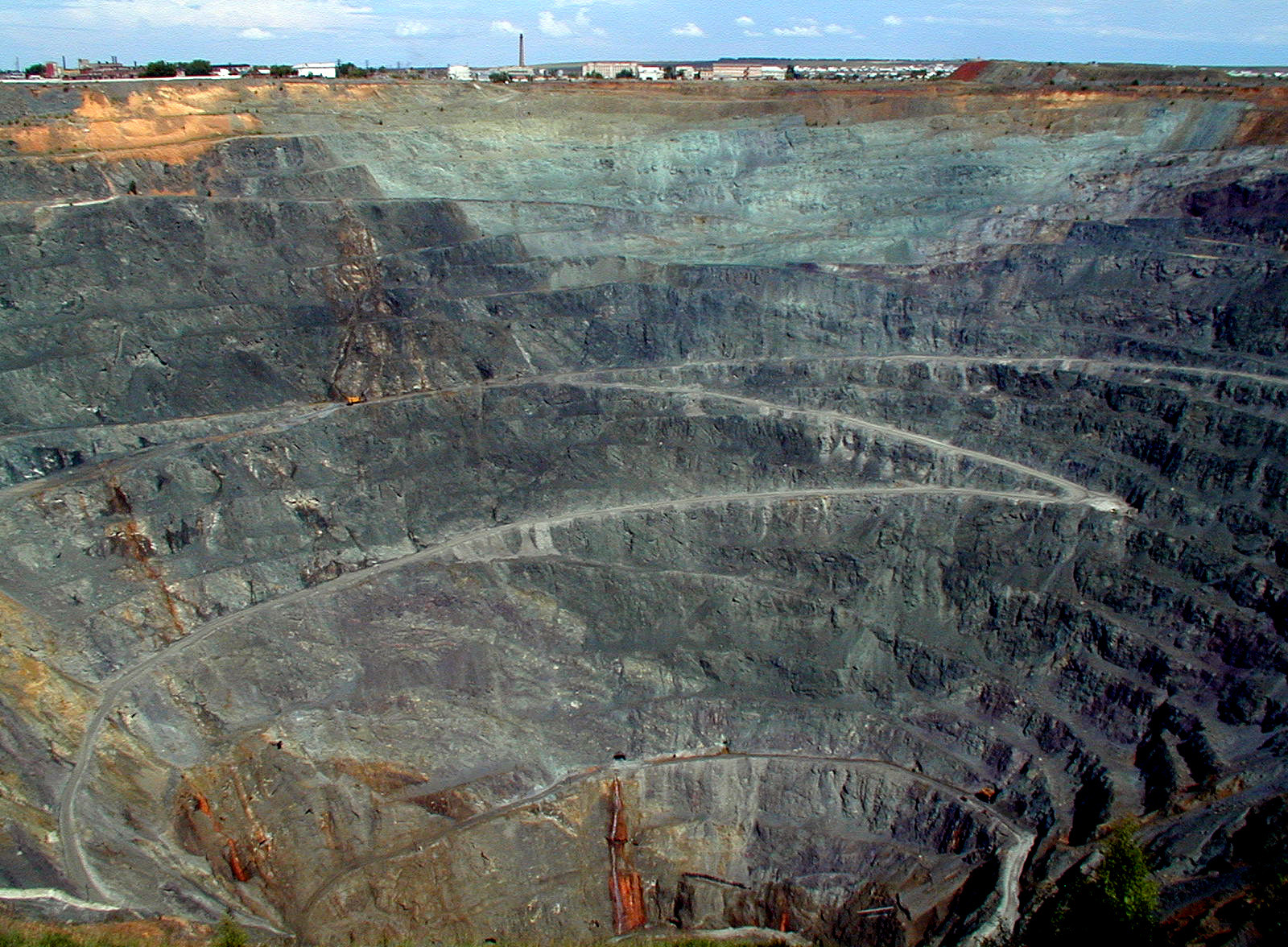
Самый глубокий в Европе карьер ОАО Башкирский медно-серный комбинат

Бригада А. С. Суворовой была неоднократным победителем всесоюзных социалистических соревнований.
Лауреат Государственной премии СССР (1984). Заслуженный металлург Башкирской АССР (1986). Награждена орденами Трудового Красного Знамени (1977) и Октябрьской Революции (1974), медалью «За доблестный труд. В ознаменование 100-летия со дня рождения В. И. Ленина», знаками «Победитель социалистического соревнования», «Ударник 10-й пятилетки», «Ударник 11-й пятилетки», «Передовик производства».
Анна Сергеевна пользуется заслуженным уважением в городе Сибае:
К Анечке (так ласково называли и по-прежнему называют Анну Суворову сибайцы) приезжали за опытом целые делегации! Как известно, золото собирается по крупицам. Медь на флотации переходит из размолотой руды в концентрат тоже по крупицам. И надо уметь очень четко определить тот момент, когда достигнут максимум на флотации. Поэтому работа флотатора всегда считалась и считается сродни работе ювелира, когда очень многое зависит именно от твоих глаз и навыков на интуиции достигать успеха.
(Журналист Анатолий Пастухов)

## Почётные звания
- Заслуженный металлург Башкирской АССР (1986).

## Награды
- Орден Октябрьской Революции (1977)
- Орден Трудового Красного Знамени (1974)
- Государственная  премия СССР (1984).